# NGC 2183
NGC 2183 je odrazna maglica  u zviježđu Jednorogu. 

## Vanjske poveznice
- SEDS: NGC 2183